# Flughafen Mehamn

i7
i11
i13
Der Flughafen Mehamn (norwegisch Mehamn lufthavn, IATA-Code: MEH, ICAO-Code: ENMH) ist ein nordnorwegischer Flughafen in der Provinz Finnmark.
Er befindet sich an der Küste der Barentssee, rund einen Kilometer südwestlich des zur Kommune Gamvik gehörenden Ortes Mehamn und ist der nördlichste Flughafen auf dem skandinavischen Festland.
Betreiber des Flughafens ist das norwegische Staatsunternehmen Avinor.
Der Flughafen wird nur von der norwegischen Regionalfluggesellschaft Widerøe angeflogen (Stand September 2013).
Direkte Linienflugverbindungen gibt es nach Alta, Berlevåg, Båtsfjord, Hammerfest, Honningsvåg, Kirkenes, Sørkjosen, Tromsø und Vadsø.